# グルーニング美術館
グルーニング美術館（グルーニングびじゅつかん、Groeningemuseum）は、ベルギーのブルッヘにある美術館である。初期フランドル派から600年に渡る南フランドルの絵画を見ることができる。

## 沿革

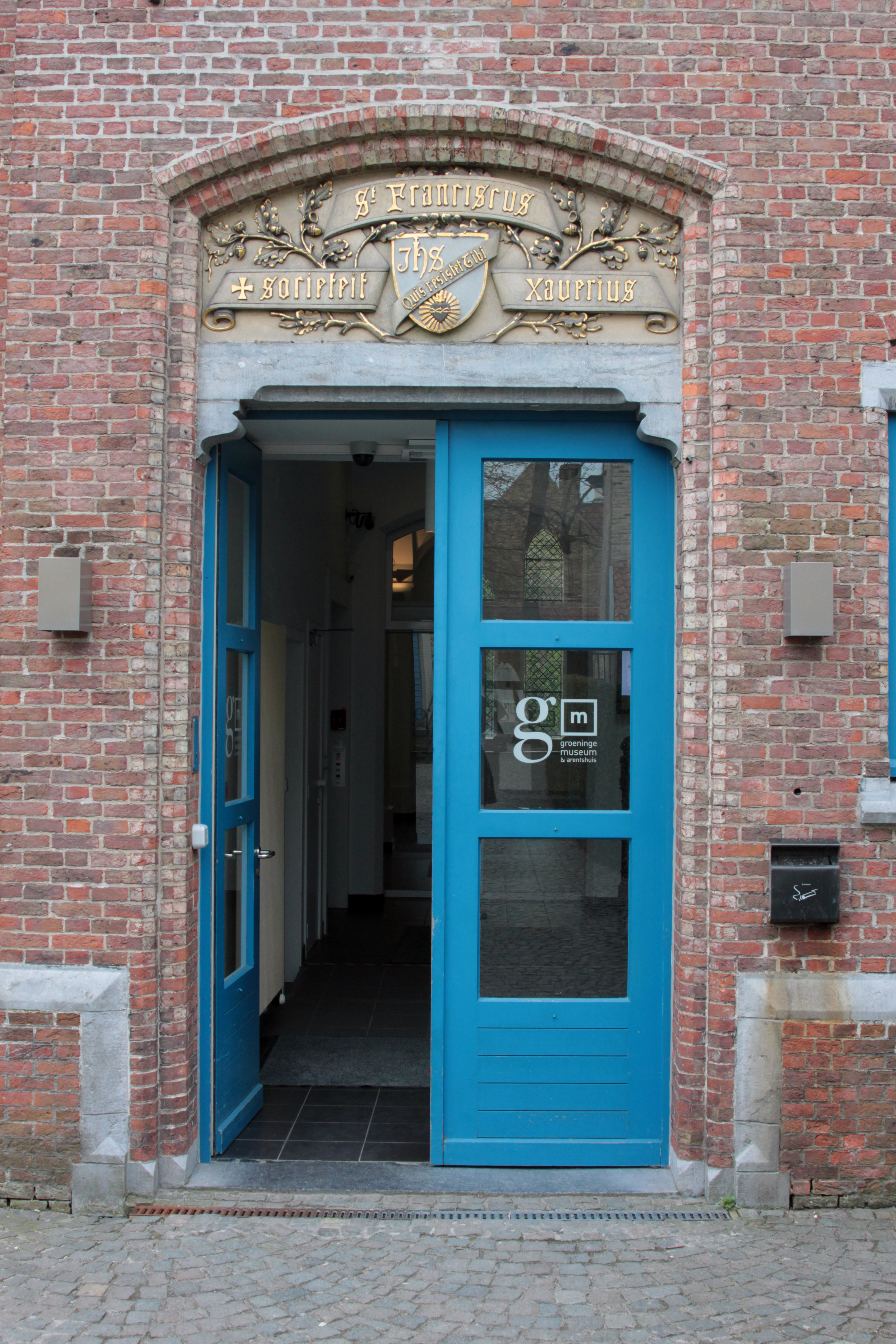
正門から少し奥まったところにある、本館入口

1929年から1930年にかけて修道院跡に建設された。その後コレクションの拡充に伴い、1994年から95年にかけて隣り合う建物が増築された。

## コレクション
ヤン・ファン・エイクの『ファン・デル・パーレの聖母子』、『マルガレーテ・ファン・エイクの肖像』、ロヒール・ファン・デル・ウェイデン、ハンス・メムリンク、ヤン・プロフォースト、ヒエロニムス・ボス、ヘラルト・ダヴィト、アードリアン・イーゼンブラントなど初期フランドル派のコレクションが有名。また、ポール・デルヴォーなどの近年の画家の作品も所蔵している。

## ギャラリー

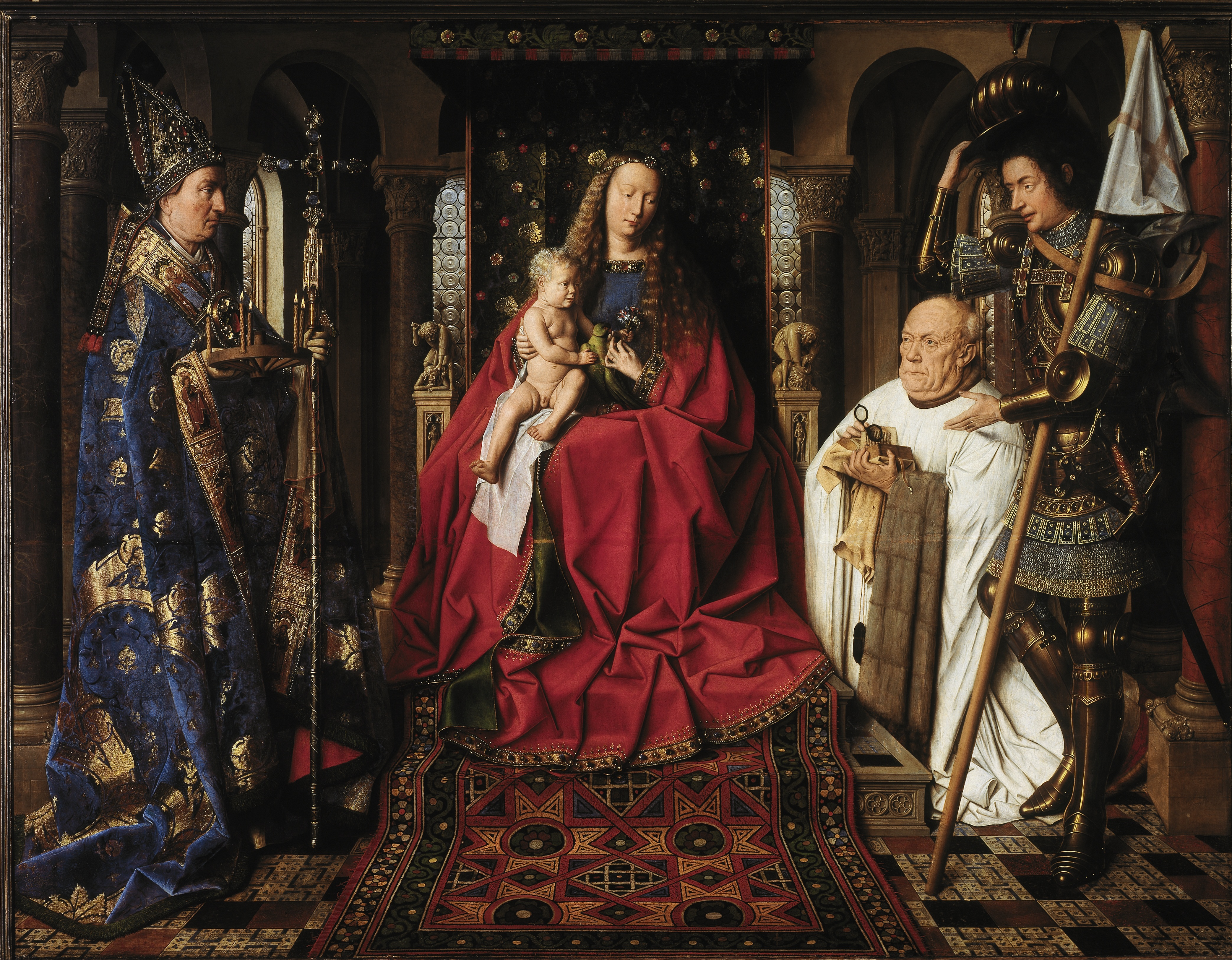
『ファン・デル・パーレの聖母子』 ヤン・ファン・エイク
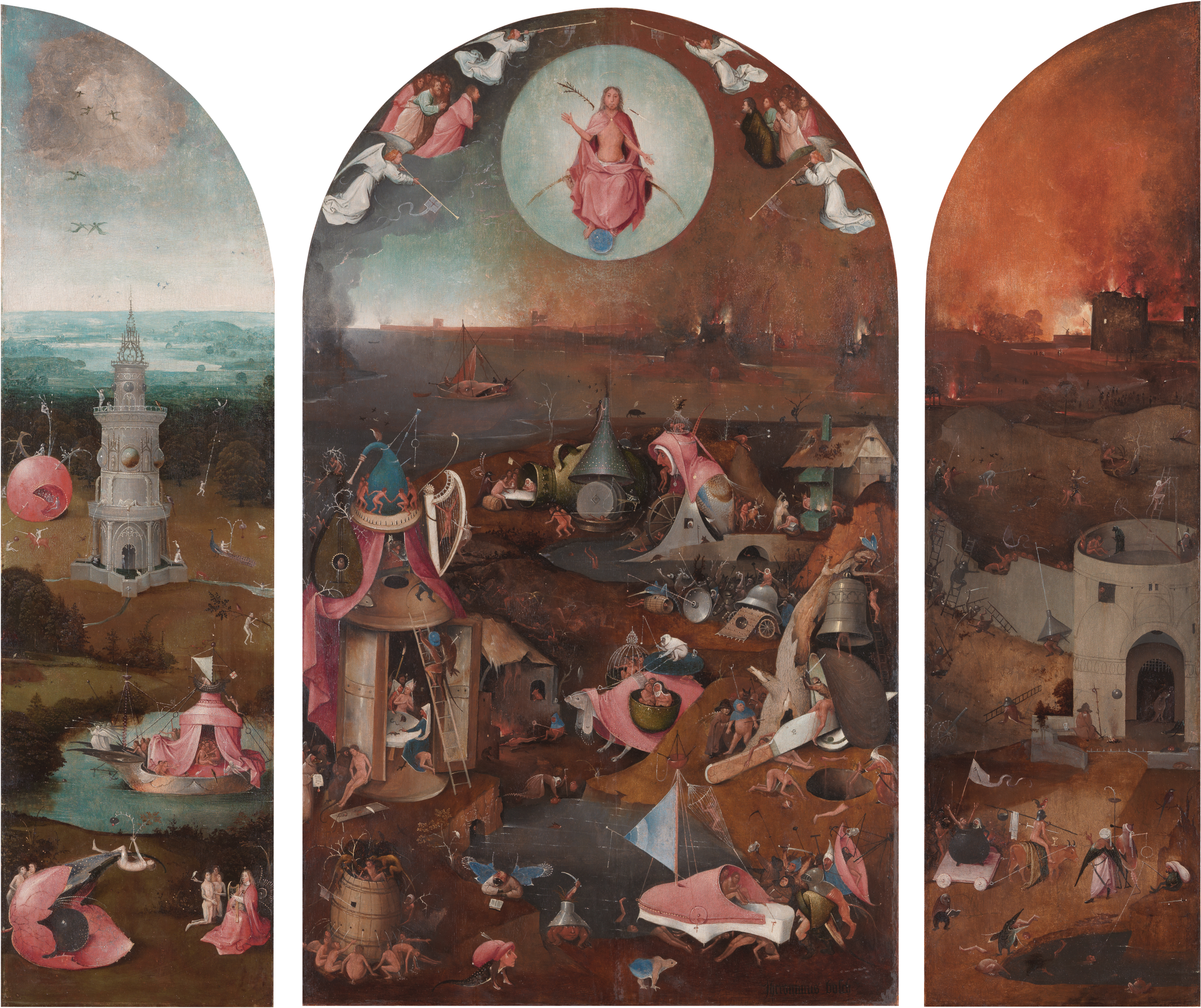
『最後の審判』 ヒエロニムス・ボス
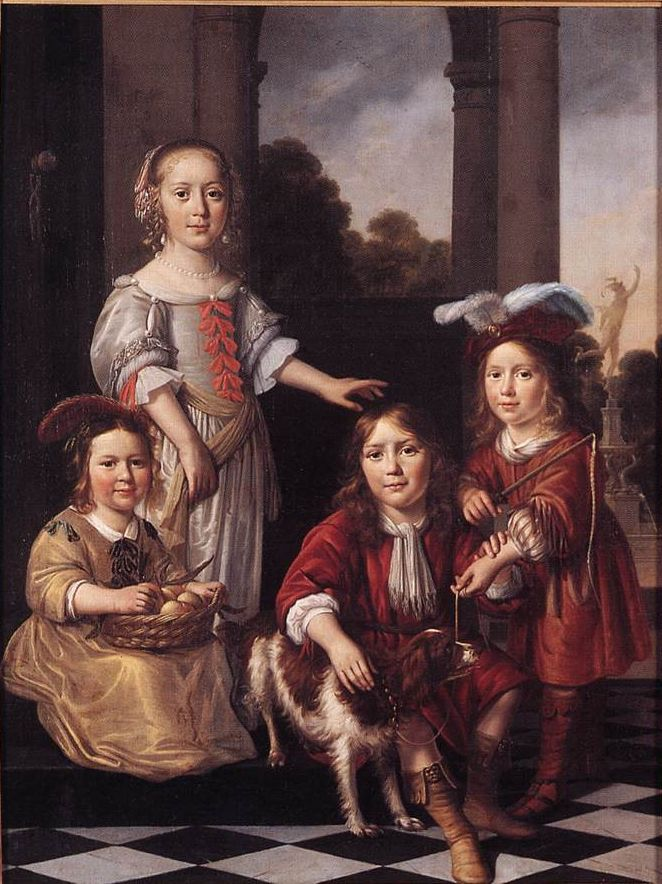
『4人の子供の肖像』 ニコラース・マース
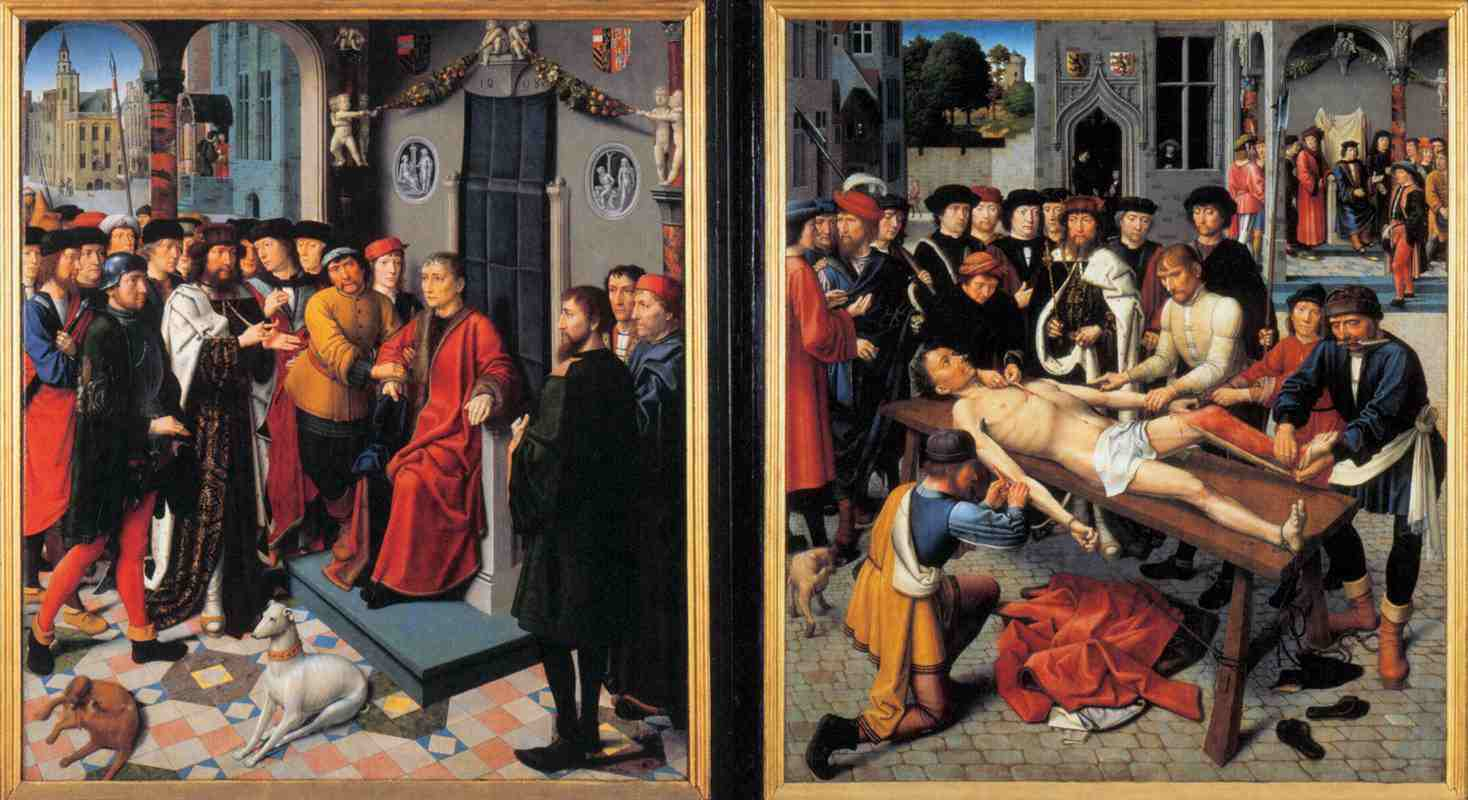
祭壇画 ヘラルト・ダヴィト